# Хо Ши Мин
Хо Ши Мин (виј. Hồ Chí Minh, изговор: hô̤ tɕǐmɪŋ послушајⓘ) рођен као Nguyễn Sinh Cung и такође познат као Nguyễn Ái Quốc (19. мај 1890—2. септембар 1969) био је председник Демократске Републике Вијетнам од њеног проглашења 1945, један од оснивача Комунистичке партије Индокине 1930. Током Другог светског рата био је вођа герилаца у борби против Јапана, а потом један од лидера отпора против колонијалних трупа Француске у Индокини (1946 — 1954).

## Младост
Званично је рођен 19. маја 1890. године у селу Ким Љен у Анаму, покрајина Нге Ан, као Нгујен Син Кунг (у преводу: Нгујен који ће бити победник). Но, у париским и московским архивима може се пронаћи шест потпуно различитих датума његова рођења у распону од 1890. до 1904. године. Нгујен Ван Тан похађао је француску средњу школу и није могао разумети како земља која је прокламовала гесло „Слобода, једнакост, братство“ може у сужањству држати Индокину. У школи коју је похађао учили су га да Француска уводи техничка достигнућа у Индокини за њен бољитак. Али је Нгујен тврдио како од тога имају користи само Французи, а јавно је говорио како је Вијетнам у последњих 2000 година константно био окупиран и да Французи нису ништа бољи од других окупационих сила. Из школе је избачен 1914. године када је ухваћен с копијом забрањених докумената. Када је избачен кренуо је у потрагу за послом и нашао га у селу Пан-Тијет, у суседној Кини, као сеоски учитељ.

## Избивање из Вијетнама
Након што је у Кини с власти збачена династија Манчу вратио се у Вијетнам, тачније Сајгон где је радио као кувар. Године 1912. нашао је посао на једном француском броду на којем је радио две године обилазећи скоро све познатије светске луке (Бостон, Порт Саид, Марсељ, Рио де Жанеиро, Шангај) да би се привремено скрасио у Лондону запосливши се, опет као кувар, у Карлтон хотелу. После Лондона преселио се у Париз (1919) где је узео име Нгујен Ај Кок (Нгујен родољуб). Ту је остао до 1923. године. Истовремено је постао активан у социјалистичком покрету. Но, у децембру 1920. једна фракција, којој је припадао и он, одвојила се од Социјалистичке партије и основала Комунистичку партију Француске. Годину дана касније утемељио је групу Ле Парија. Циљ групе био је сузбијање француског колонијализма у Индокини, због чега га је пратила полиција. На дојаву о полицијској присмотри послао је полицији свој дневни распоред кретања. Две године касније (1923) отишао је у Москву на Пети конгрес Коминтерне где је критиковао другове, француске комунисте, због преблагог противљења француском колонијализму.

## Револуционарни рад
Већ годину дана касније (1924) отпутовао је у град Гуангџоу (покрајина Кантон у јужној Кини) који су контролисали кинески комунисти. Ту је учио вијетнамске избеглице револуционарним техникама, али су 1927. кинески националисти освојили власт у Гуангџоуу и Нгјуен се вратио у Совјетски Савез. Наредне године отпутовао је у Брисел и Париз те потом у Сијам где је провео две године као представник Коминтерне у југоисточној Азији. Потом је 1930. године председавао утемељењу Индокинеске комунистичке партије (ИКП) и предложио програм партије који је усвојен већином гласова. Као циљеви партије у програм су уврштени: збацивање француске власти, успостава независног Вијетнама под влашћу народне владе, национализација привреде, аграрна реформа, увођење осмочасовног радног дана, једнако право образовања и поништење јавних дугова. У међувремену, колапс њујоршке берзе нагриза Вијетнам. Плате су се смањиле за 50%, незапосленост порасла за 33%, а штрајкови радника били све су чешћи, док су сељаци протестирали тражећи реформе. Власти се нису освртале на захтеве становништва због чега је дошло устанка. Сељаци су преузели власт у неким подручјима, те уз помоћ локалних ИКП активиста, прогласили совјете. У септембру 1930. власти су одговориле на побуну шаљући Легију странаца која је угушила устанак. Власти су похапсиле више од 1000 осумњиченика, од којих је око 100 добило дугогодишње затворске казне. Осам, од којих су неки били челни људи ИКП-а, смакнути су. Нгујен се склонио у Хонгконг те наставио своје деловање као представник Коминтерне у југоисточној Азији где га је 1931. ухапсила британска полиција. У затвору је остао до 1932. године када је пуштен на слободу, те отпутовао у Москву где је студирао на Лењиновом универзитету.

## Други светски рат
Август је 1939. године, предвечерје Другог светског рата, Немачка и Совјетски Савез су склопили споразум о ненападању, а француска влада је забранила деловање Комунистичке партије Француске. Почетком наредне 1940. године Нгујен Ван Чан стигао је у јужну Кину, обновио контакте с ИКП-ом, и почео да користи име Хо Ши Мин (Онај који је просветљен). Након Пољске Немачка је окупирала Француску, а челници ИКП-а закључили су како се указује прилика за независност Вијетнама. Исте године 22. септембра јапанске окупационе трупе ушле су у Вијетнам. Уместо оружаног сукоба француске власти договориле су примирје те склопиле споразум према којем им је допуштено да несметано одрже своју власт, али под надзором Јапана. У јануару 1941. године, Хо Ши Мин је организовао Лигу за независност Вијетнама), касније познатију под именом Вијетмин. Убрзо је Вијетмин успоставио своју власт на делу Вијетнама уз границу с Кином. У августу 1942. године отишао је на састанак са званичницима Комунистичке партије Кине, али су га ухапсиле снаге кинеских националиста и затвориле до септембра 1943. године када су га ослободили кинески комунисти, а он се затим вратио у Вијетнам. Јужна Кина поново је постала Хо Ши Миново одредиште у јануару 1945. године када се састао с представницима Сједињених Држава и Француске те безуспешно покушао да од њих добије признање независности Вијетнама. Ускоро, 9. марта, дошло је до драматичног обрата јер су јапанске снаге разоружале француске те преузеле пуну административну контролу над Вијетнамом. Споразум из 1883. године, према којем је успостављена Индокина као француски протекторат, је опозван, а Вијетнам је прогласио независност под јапанским покровитељством.

## Капитулација Јапана и успостава ДР Вијетнама
Дана 6. августа 1945. године Американци су бацили атомску бомбу на Хирошиму (Јапан), а три дана касније (9. август) атомска бомба је бачена и на Нагасаки. Победа Савезника постала је више него очита, те је Индокинеска комунистичка партија 13. августа наредила дизање општег устанка у Вијетнаму. Хо Ши Мин је био изабран за председника Националног ослободилачког поверенства (које је деловало као привремена влада), а 17. августа Хо Ши Мин је позвао вијетнамски народ на револуцију. Истог дана Вијетмин је преузео контролу над Ханојем, а 25. августа и над Сајгоном. Три дана касније (28. август) Вијетмин је прогласио формирање привремене владе Демократске Републике Вијетнам с Хо Ши Мином као председником и министром спољних послова. На функцији председника ДР Вијетнама остаће до своје смрти 1969. године. Јапан се безусловно предао 2. септембра 1945. године, а истог дана Хо Ши Мин је у Ханоју прочитао Декларацију о независности Вијетнама у којој, међу осталим, каже: „Народ који се храбро супротстављао француској доминацији више од 18 година, народ који се борио раме уз раме са Савезницима против фашиста током ових неколико година - такав народ мора да буде слободан и независан“. Међутим, француске снаге почеле су преузимати војну контролу над све већим деловима Вијетнама, а у октобру 1945. заузеле су и Сајгон. За три месеца освојиле су цео јужни Вијетнам те напредовале ка северу Вијетнама. Нашавши се у све тежој ситуацији Хо Ши Мин је 1946. пристао на компромис према којем Француска признаје ДР Вијетнам као слободну државу те пристаје одржати изборе у јужном Вијетнаму под условом да се ДР Вијетнам придружи Француској унији и пристане на присуство малог броја француских војних снага у ДР Вијетнаму.

## Послератни француски колонијализам и ослободилачки рат
Споразумом дефинисана као мала војна присутност, она је брзо досегла бројку од 15.000 француских војника. У преговорима који се настављају Француска је постајала све тврђи преговарач што је 20. новембра кулминисало сукобом француских и вијетнамских војника када је француска крстарица отворила ватру у луци Хајфонг. Недуго затим, 19. децембра, француске снаге наредиле су снагама Вијетмина да положе оружје и признају француску власт. Вијетмин је одговорио нападом и избио је рат. Хо Ши Мин је писменим путем тражио америчку помоћ, али је амерички председник Хари Труман стао на страну Француске. Након америчког одбијања Совјетски Савез и Кина понудили су Хо Ши Мину војну помоћ. Хо је прихватио помоћ у тенковима, бродовима, авионима и ракетама, али одбио присуство страних трупа на вијетнамском тлу. Битка код Дијен Бијен Фуа 1954. обележила је коначан пораз француских снага у Северном Вијетнаму. Мировним споразумом у Женеви 1954. закључена је подела Вијетнама на Северни (Демократска Република Вијетнам) и Јужни (Држава Вијетнам). Убрзо се у Јужном Вијетнаму активирао Народни фронт за ослобођење Јужног Вијетнама (Вијетконг), који је на Југу водио герилски рат с циљем коначног уједињења двају Вијетнама. Вијетконг је примао помоћ од Северног Вијетнама углавном преко Лаоса користећи тзв. Хо Ши Минов пут.

## Последњи дани
Почетком 1960-их Хо Ши Мин је све болеснији због проблема са срцем. Болест се окончава 2. септембра 1969. године када умире од срчаног удара. Сахрањен је у маузолеју саграђеном у парку у којем је 1946. године пред пола милиона људи читао Декларацију о независности Вијетнама. Према службеним проценама на сахрану је дошло 10.000 људи и сви су, у знак жалости, носили црне траке. Због Хо Ши Минове смрти зараћене су стране договориле примирје у трајању од 72 часа.

## Наслеђе
Након ослобођења целог Вијетнама 1976. у част Хо Ши Мину бивши главни град Јужног Вијетнама Сајгон носи његово име.
Данас га се у Вијетнаму сматра за највећег вијетнамског стратега, теоретичара, мислиоца, политичара, дипломату, песника и филозофа.